# Achalcus albipalpus
Achalcus albipalpus är en tvåvingeart som beskrevs av Octave Parent 1931. Achalcus albipalpus ingår i släktet Achalcus och familjen styltflugor. Inga underarter finns listade i Catalogue of Life.